# Martine Deny
Martine Deny (Luxemburg, 1954) is een Luxemburgs kunstschilder en videokunstenaar.

## Leven en werk
Martine Deny werd geboren in Luxemburg uit Franse ouders. Ze studeerde beeldende kunst aan de Universiteit Parijs 1 en de University of Southern California. De kunstenares schildert en maakt video-installaties, in het verleden ook monotypes. In haar werk mengt ze figuratie met abstractie en keert het menselijk silhouet geregeld terug. Ze sloot zich aan bij de Cercle Artistique de Luxembourg, waar ze in 1984 debuteerde als exposant, en de Los Angeles Printmaking Society. Deny exposeert in binnen- en buitenland en had een aantal solo-exposities, waaronder Martine Deny: peintures in de Galerie Municipale in Esch-sur-Alzette (1990) en Travaux récents – peintures, photos et sculptures in de Chapelle du Rham (2003). In 2020 was ze resident in de Cité Internationale des Arts. Martine Deny woont en werkt in Frankrijk.

## Enkele werken
- 2009 La vue à voir, videoinstallatie
- 2003 Paroles des femmes, video (30 min.)
- La course, videoinstallatie
- Et si ce n'était qu'un...
- Jeu d'interprétations